# Svalnäs gård

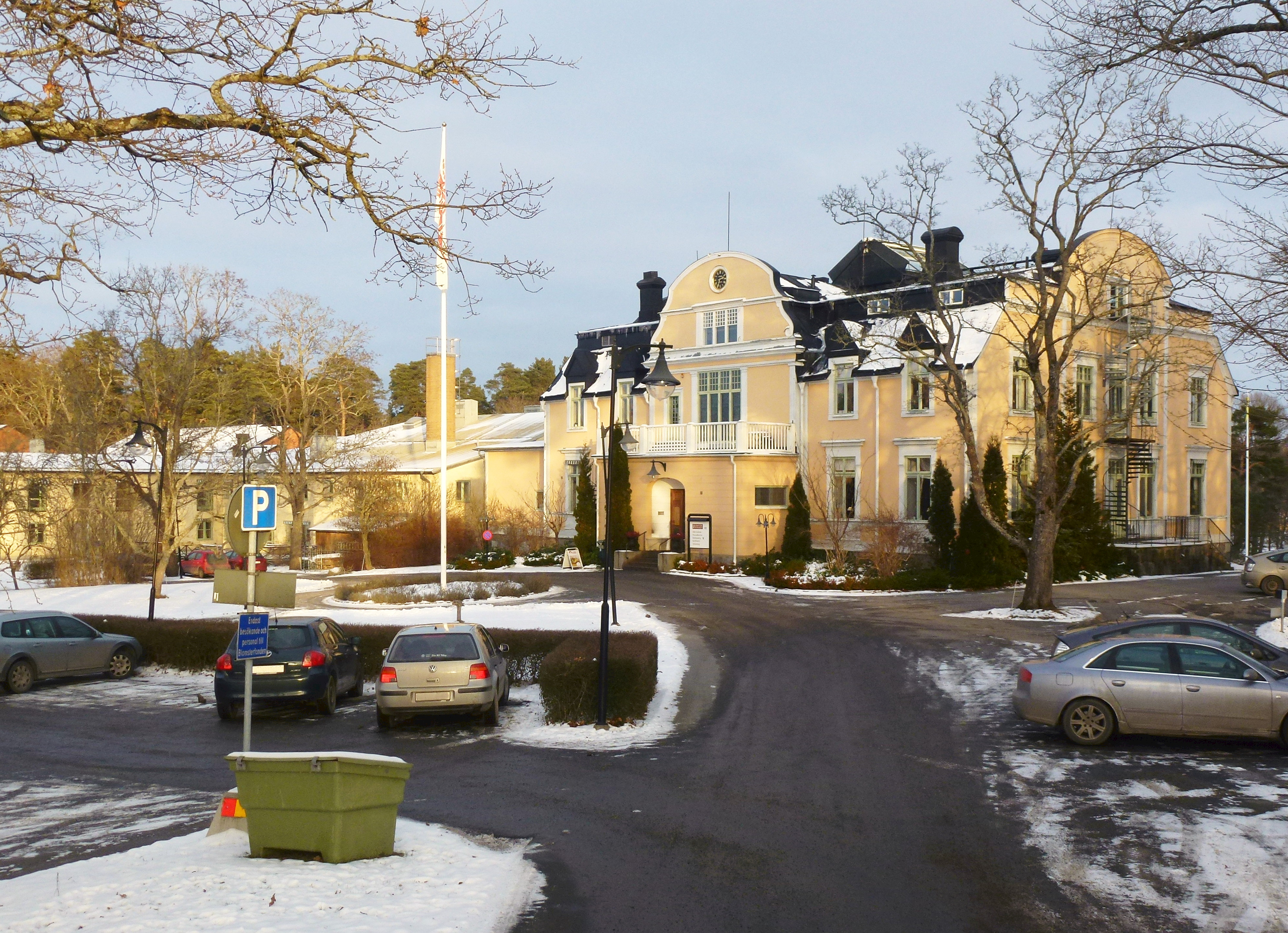
Huvudbyggnaden i januari 2014.

Svalnäs gård (även Villa Svalnäs) är en byggnad vid  Svalnäs allé 4B i norra Djursholm i Danderyds kommun. Nuvarande huvudbyggnad lät Djursholms grundare, Henrik Palme, uppföra 1885-1886 efter ritningar av arkitekt Fredrik Lilljekvist. Idag ägs byggnaden och parken av Blomsterfonden, som även har sitt huvudkontor här. På området kring gårdens huvudbyggnad finns idag flera nya byggnader, där fonden driver olika former av äldreboende och sjukhem.

## Historik

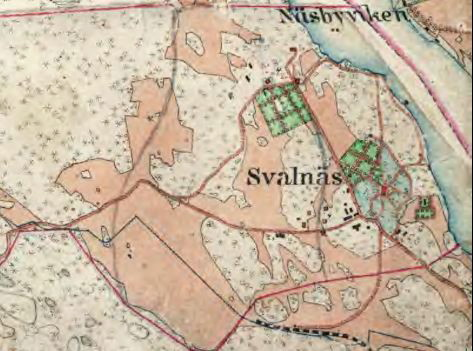
Svalnäs 1901.

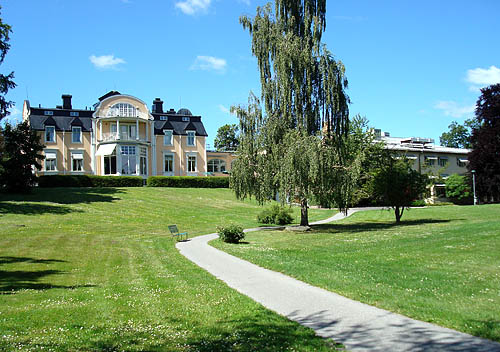
Huset och parken mot Näsbyviken.

Namnet Svalsnäs är sentida och namnet på den ursprungliga gården till vilken Svalnäsgravfältet en gång hörde är okänt, men området var bebodd sedan järnåldern. På 1500-talet blev egendomen en del av storgodset Djursholm (se Djursholms slott). 
På 1800-talets början bestod Djursholm av 400 tunnland skog och hagar. Godset ägdes bland annat av G. S. Wirsén fram till dennes död 1827.  Då avskildes egendomen Svalnäs från godset Djursholm och ärvdes av en av hans döttrar. Hennes son sålde 1883 Svalnäs till bankdirektör Henrik Palme. Huvudbyggnaden låg då längre norrut, närmre gränsen till Näsby park. Till en början använde familjen Palme Svalnäs som sommarvistelse. Efter något år beslöt Henrik Palme och hans hustru Anna att flytta permanent till Svalnäs. Men huset var i dåligt skick och Palme lät uppföra nuvarande huvudbyggnad ett hundratal meter söderut intill Näsbyviken.
Fredrik Lilljekvist fick arkitektuppdraget, och han gestaltade huset i jugendbarock i två våningar och med stora sällskapsrum. Henrik Palme lät även bygga en ladugård för närmare 70 kor och två par oxar, ett stall, vagnslider, en bostad för rättaren och tre hus för sex statarfamiljer. Gården var på 500 tunnland.
Kring huvudbyggnaden och ner till Näsbyviken anlades en stor park. Byggnadsarbetena pågick under två år och 1886 var huset inflyttningsklart. År 1909 genomfördes en ombyggnad där Rudolf Arborelius var ansvarig arkitekt. Ursprungligen fanns en lanternin som släppte in dagsljus till den stora salongen på bottenvåningen. Här finns numera en belyst takmålning.
Henrik Palme bodde kvar i huset fram till sin död 1932. Mellan 1940 och 1948 bodde  affärsmannen Johan Sande Jr: och hans fru Esther med familj på Svalnäs. Byggnaden renoverades i mycket stor utsträckning, vilket bland annat inkluderade den stora illuminerade takmålningen i Stora rummet, (vardagsrummet), och i  samma rum, den öppna spisen med initialerna EJS  (Esther Johan Sande) formade i spiselkantens marmor. Exteriören, trädgården och parkområdet var också renoverade och en tennisbana byggd. Johan Sande Jr: var också honorär konsul för Lettland, och var engagerad i hjälpaktionen för flyktingar. Under tiden Sandefamiljen bodde på Svalnäs,  bodde  där också  ett par som flytt från det ockuperade Lettland. De var anställda för att bland annat , sköta familjens höns och grisar. De fick en liten flicka. 1948 tog Stockholms stadsmission över Svalnäs och drev ett gäst- och vilohem för gamla. När Svalnäs renoverades 1957 passade man på att bygga till den delen som idag utgör Svalnäs gästhem. Fastigheten förvärvades 1973 av Blomsterfonden, som hade för avsikt att utöka sin verksamhet med hem och vård åt äldre. 1982 tillkom ytterligare bostäder norr om huvudbyggnaden som idag utgör Blomsterfondens seniorboende i Svalnäs.

## Interiörbilder

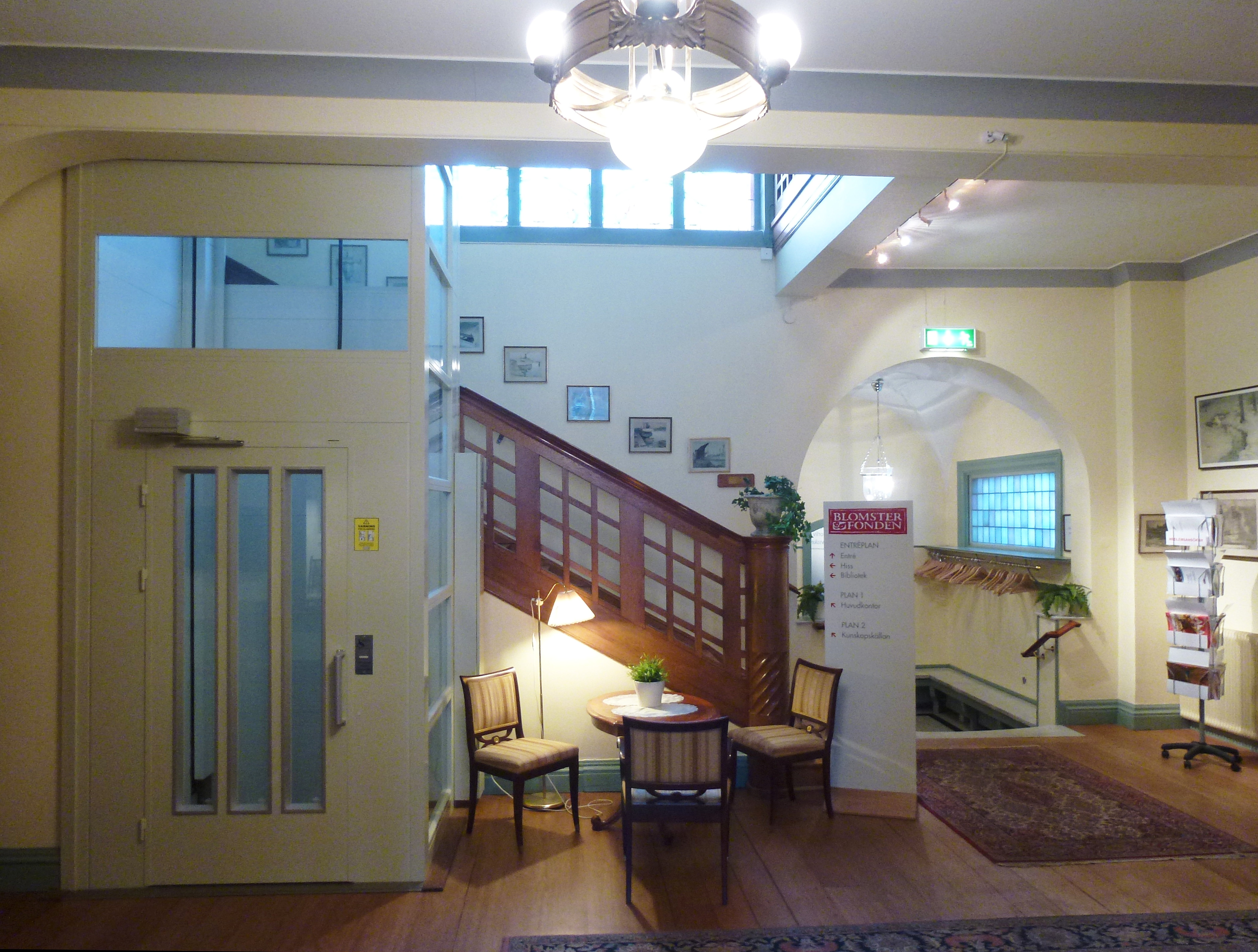
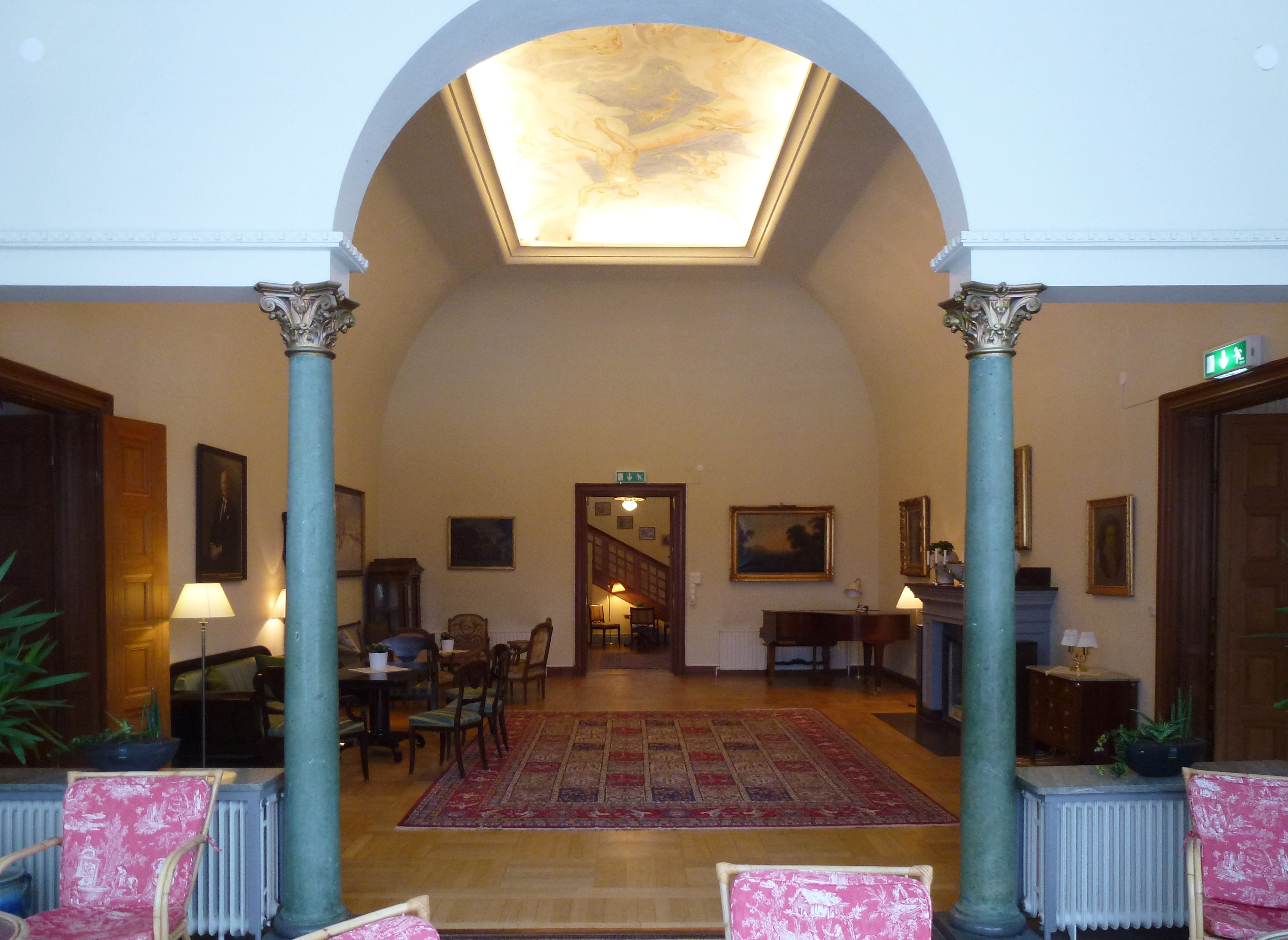
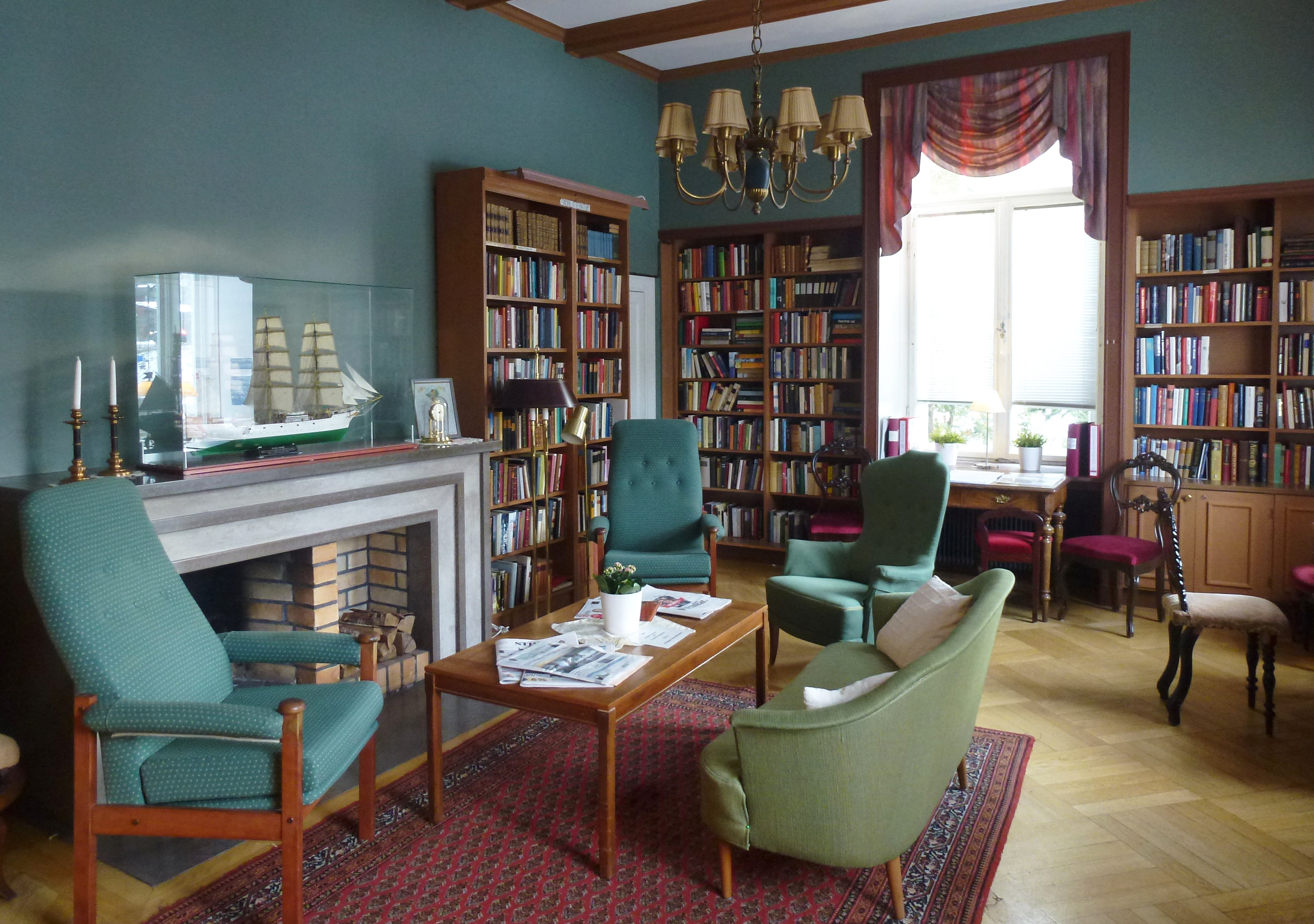
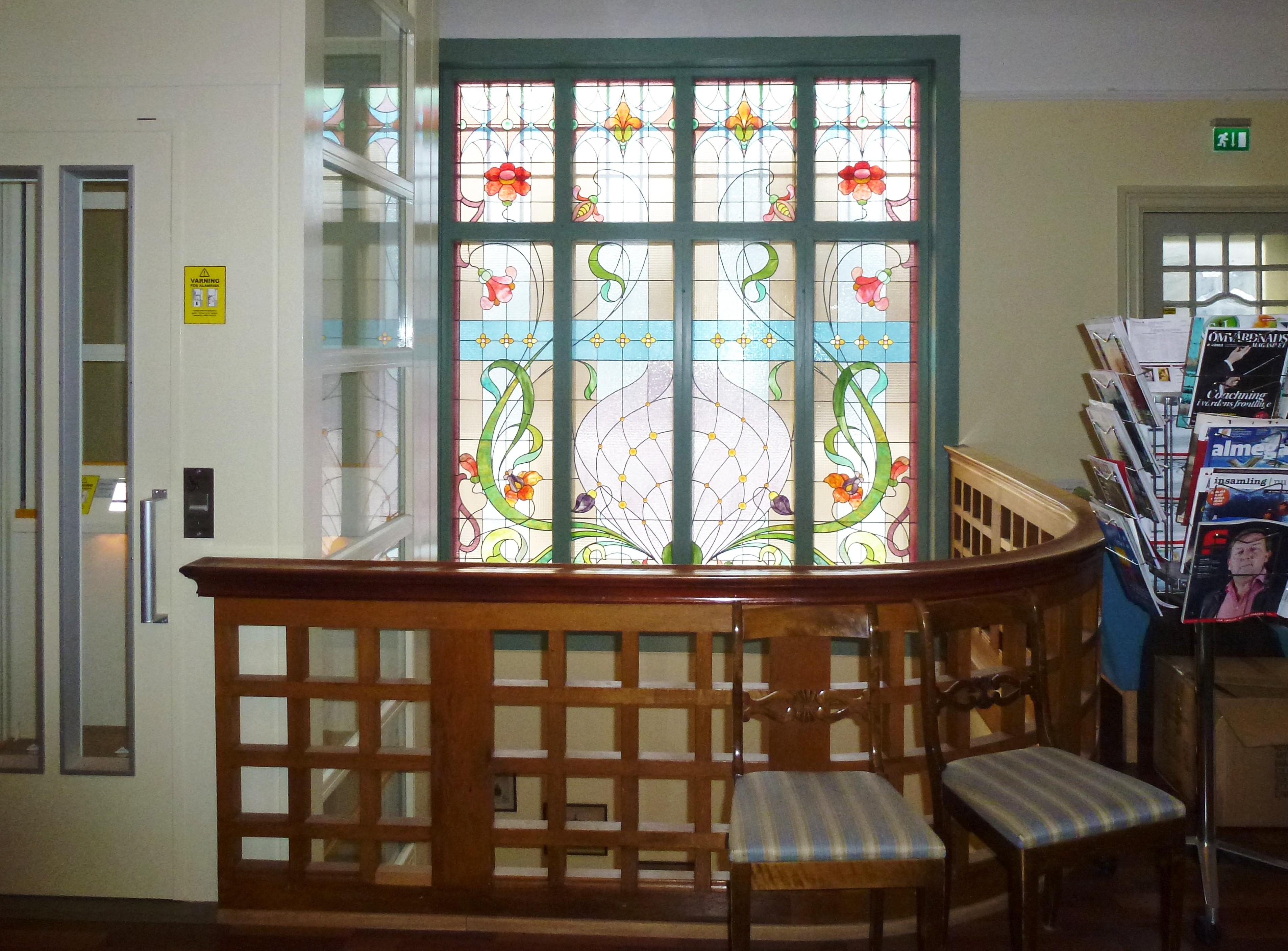